# Форсайт (Монтана)
Форсайт (англ. Forsyth) — город и административный центр округа Розбад в штате Монтана в Соединённых Штатах Америки.
Согласно данным переписи населения США 2020 года число жителей города 
составляло 1647 человек, что, для такого небольшого населённого пункта, существенно больше (− 7.3%), чем было во время предыдущей переписи, проводившейся в 2010 году (1777 человек).

## История
Форсайт был основан в 1876 году как пристань для пароходов на реке Йеллоустоун, поддерживающих операции армии Соединённых Штатов в Индейских войнах.

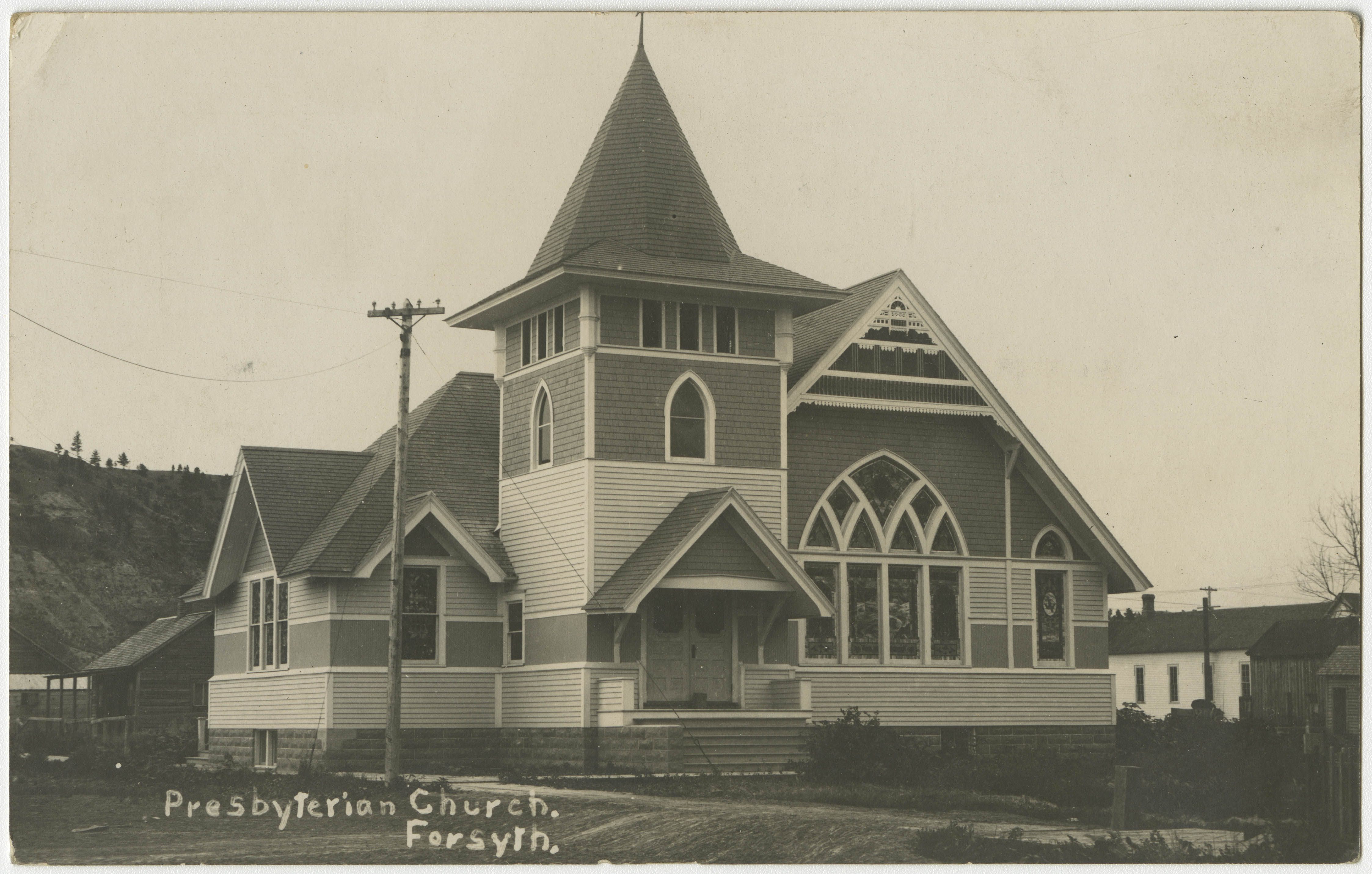
Пресвитерианская церковь в Форсайте на открытке 1923 года

В 1882 году Томас Александр (англ. Thomas Alexander) обменял землю на Northern Pacific Railway, чтобы основать некорпоративное сообщество, и построил четыре здания на Мейн-Стрит.
В 1980-х годах Форсайт служил базой для 1-й боевой оценочной группы Стратегического командования Военно-воздушных сил США (отряд № 18) оценивавшей радиолокационную заметность американских межконтинентальных стратегических бомбардировщиков B-52 во время тренировочных полётов.
В 1980-х годах население города	выросло более чем на треть, но с тех пор число жителей постоянно сокращается в среднем примерно на 1% в год.
Помимо окружного суда, в городе функционируют школа, публичная библиотека округа и другие государственные учреждения свойственные административным центрам США. В Форсайте имеется своя газета и 2 радиостанции.
Аэропорт Тиллитт-Филд расположен в 3-х милях к востоку от города.

## География
Форсайт расположен вдоль южного берега реки Йеллоустоун.
Согласно данным Бюро переписи населения США, общая площадь города составляет 0,99 квадратных мили (2,56 км2) и почти вся эта территория приходится на сушу.

## Климат
Согласно системе классификации климатов Кёппена, в Форсайте холодный полузасушливый климат, на климатических картах сокращённо обозначаемый аббревиатурой «BSk».